# سلاله
سلاله یا سالالا روستایی است در استان اردبیل، شهرستان گرمی، بخش موران، دهستان آزادلو. این روستا در غرب روستای زاهرا (زهرا) مرکز بخش « موران» در ۳۰ کیلومتری شرق شهرستان گرمی استان اردبیل (ایران) قرار دارد.
شهرت این روستا به لحاظ وجود تپهٔ باستانی واقع در آن است. همچنین اولین پارچه بافته شده در آذربایجان و ایران از این تپه به دست آمده‌است.
در شرق روستای سالالا و در غرب تپهٔ باستانی آن رودخانهٔ نسبتاً پرآبی جریان دارد که به پرمئییر چایی، داش دیبی چایی یا سالالا چایی مشهور است.
تپهٔ باستانی سالالا بین دو رودخانه بالاجا چای (رود کوچک) و سالالا چایی قرار دارد.
در گذشته در مسیر رودخانه سالالا چایی آسیابهای آبی فعال بوده‌است. آثار این آسیابها که به " سو دگیرمانی (سو دییرمانی) " Su dəyirmani مشهور است، هنوز هم باقی است.
بعد از آمدن آسیابهای موتوری (حدود سال‌های ۱۳۳۵–۱۳۳۷ ه- ش) که در میان اهالی به " اوت دگیرمانی (اود دییرمانی) " od dəyirmani (آسیاب آتشین) مشهور است، آسیابهای آبی از فعالیت افتادند.
سلاله یکی ازآبادی‌های کهن وباستانی منطقه موران به شمارمی رود این آبادی که ازتوابع دهستان آزادلو در بخش موران از شهرستان گرمی دراستان اردبیل است در سمت جنوبی دهستان آزادلو و در منطقه‌ای واقع شده که محل قرارگرفتن چندین آبادی کهن وقدیمی است. روستاهایی چون زینگیر، زنگبار، سالالا، درمان لی، شیلوه، یئل دگرمانی و…
سلاله در ۳۹ درجه و ۲ دقیقه و ۵۹ ثانیه عرض شمالی ازخط استوا و ۴۸ درجه و ۱۶ دقیقه و ۶ ثانیه طول شرقی ازنصف النهارگرینویچ و درمجاورت روستاهای زنگبار، درویش گورمز، درین کوئود، کوردلر تازه کندموران و زاهرا قرارگرفته‌است. این آبادی فاصله کمی با زهرا مرکز بخش موران دارد
سلاله که درعرف محلی سالالا نامیده می‌شود روستایی نسبتاً بزرگ است که امکاناتی نظیر مسجد مدرسه ابتدایی، خانه بهداشت روستایی، مغازه بقالی و نانوایی وشبکه برق رسانی دارد. آب بهداشتی لوله‌کشی دارد ولی آب آشامیدنی مورد نیازاهالی ازچشمه تأمین می‌شود. راه ارتباطی روستا جاده آسفالت ریزی شده‌است که سلالا را درسمت شمال به روستای درین کبود، اروج آباد و (موران یولو) متصل می‌کند. سلاله از طریق جاده‌ای که از سلالابه سمت شرق آن کشیده می‌شود درفاصله کمی به مرکز بخش موران می‌رسد طرح آسفالت ریزی آن اخیراً آغاز شده و امید است درآینده نزدیکی به بهره‌برداری برسد.
روستای سلاله به علت داشتن تپه‌های باستانی، ارتفاعات زیبا و طبیعت چشم‌نواز، مورد توجه گردشگران و طبیعت دوستان موران است. شهرت این روستا به لحاظ وجود تپهٔ تاریخی همت تپه سی است که درسمت جنوب شرقی سلاله قرار دارد و اولین پارچه بافته شده در ایران در همین تپه کشف شده که هم‌اکنون در موزه ملی ایران نگهداری می‌شود. پارچه کشف شده در تپه همت دراصل به رنگ قرمزبوده و دارای زمینه شطرنجی با نشان صلیب شکسته یا همان گردونه خورشید یا گردونه مهر می‌باشد. تپّه باستانی ومشهور (سالالا) که جزء تپّه‌های حفاظت شده و مشهور مغان و آذربایجان می‌باشد در شرق روستا قرار دارد و رودخانهٔ نسبتاً پرآبی درسمت غربی آن جریان دارد که به پرمئییر چایی، داش دیبی چایی یا سالالا چایی مشهور است در گذشته در مسیر رودخانه سالالا چایی آسیابهای آبی فعال بوده و آثار پراکنده‌ای از این آسیابها که سو دگیرمانی نامیده می‌شد هنوز هم باقی است.

## جمعیت
بر اساس سرشماری سال ۱۳۸۵ جمعیت این روستا ۳۱۸ نفر با ۷۰ خانوار بوده‌است.